# Успеновский сельсовет (Белогорский район)
Успе́новский сельсове́т — муниципальное образование со статусом сельского поселения в составе Белогорского района Амурской области. 
Административный центр — село Успеновка.

## История
19 января 2005 года в соответствии с Законом Амурской области № 419-ОЗ муниципальное образование наделено статусом сельского поселения.
Законом Амурской области от 6 мая 2014 года № 356-ОЗ,
Томичевский и Успеновский сельсоветы объединены в Томичевский сельсовет.

## Население
| 2002 | 2010 | 2011 | 2012 | 2013 | 2014 |
| ---- | ---- | ---- | ---- | ---- | ---- |
| 593  | ↘449 | ↘446 | ↘417 | ↘392 | ↘378 |

## Состав сельского поселения
| № | Населённый пункт | Тип населённого пункта       | Население |
| - | ---------------- | ---------------------------- | --------- |
| 1 | Успеновка        | село, административный центр | ↘319      |

В 2001 году упразднён железнодорожный разъезд (тип населённого пункта) 35 км.